# Србија против насиља (коалиција)
Србија против насиља (скраћено СПН) била је политичка коалиција у Србији. Основана је октобру 2023. Учествовала је на парламентарним, покрајинским и изборима за одборнике Скупштине града Београда који су одржани 17. децембра 2023.
Настала је након протеста Србија против насиља који су организовани поводом вишеструког убиства у ООШ „Владислав Рибникар” и околини Младеновца и Смедерева у мају 2023. Сарадња између странака које су организовале протесте повећала се током самих протеста, што је касније довело до образовања истоимене коалиције. За носиоце листе на парламентарним изборима најављени су Мариника Тепић и Мирослав Алексић, док су за локалне изборе у Београду одабрани Владимир Обрадовић и Добрица Веселиновић. СПН је на парламентарним изборима освојила 65 мандата у Народној скупштини Републике Србије и 43 мандата у Скупштини града Београда. У Скупштини АП Војводине СПН је освојила 31 мандат.
СПН је била проевропска коалиција која се супротставља владајућој коалицији на челу са Српском напредном странком. Њени представници су се изјаснили да подржавају антикорупцијске и еколошке мере, повећање пензија и плата, улагање у образовање, здравство и јавни превоз, као и увођење прогресивног опорезивања.

## Историја

### Позадина
У мају 2023. године догодила су се два вишеструка убиства, једно у ООШ „Владислав Рибникар” а друго у околини Младеновца и Смедерева. Они су изазвали масовне протесте у Србији под називом Србија против насиља. Иако су их у почетку организовале Демократска странка (ДС), Не давимо Београд (НДБ), Странка слободе и правде (ССП), Покрет слободних грађана (ПСГ), Народна странка (Народна) и Заједно, на протестима нису приказани симболи било које странке. У августу 2023. као организатори придружили су се Народни покрет Србије (НПС) и Еколошки устанак – Ћута (ЕУ – Ћута), док је Народна странка у међувремену искључена.
Сарадња између опозиционих странака које су организовале протесте повећана је током самих протеста. Мариника Тепић, потпредседница ССП, рекла је у августу 2023. да је могуће стварање заједничке изборне листе политичких странака које организују протесте. Истог месеца, ДС Заједно и Србија центар (СРЦЕ), на челу са Здравком Поношем, потписали су споразум о сарадњи којим је успостављена већа сарадња између странака. Радомир Лазовић из ЗЛФ је раније, у јулу 2023, најавио да је ЗЛФ припремио оквирне принципе сарадње између странака. Принципи су објављени у септембру 2023. као Договор за победу, а који су потписали организатори протеста.

### Оснивање
Почетком октобра 2023. странке су одржале неколико састанака како би разговарале о формирању јединствене изборне листе. Договор је постигнут 26. октобра, а дан касније јавности је представљена коалиција под називом Србија против насиља (СПН). Најављено је да ће Тепић и Мирослав Алексић бити носиоци листе на парламентарним изборима, док ће Лазовић бити први на листи. Као представници СПН на изборима за одборнике Скупштине града Београда представљени су Владимир Обрадовић, независни политичар, и Добрица Веселиновић, а Обрадовић као кандидат за градоначелника. Најављено је и да ће ЗЛФ имати највише кандидата на изборима за одборнике Скупштине града Београда, а да ће на њеној изборној листи за Београд прва бити Мила Поповић, шефица одборничке групе Правац Европа (ПЕ). СПН је најавила да ће учествовати и на покрајинским изборима у Војводини.
Чланови СПН потписали су коалициони споразум 3. новембра. СПН је своју изборну листу предала 8. новембра, а Републичка изборна комисија ју је потврдила дан касније. У Београду је листа предата 12. новембра и потврђена 13. новембра. Дана 14. новембра најављено је да ће изборну листу СПН на покрајинским изборима у Војводини предводити Тепић и Михајло Бркић из странке СРЦЕ. Изборна листа за Војводину потврђена је 22. новембра.

### Избори 2023.
СПН је званично започела кампању 16. новембра, одржавши своју прву конвенцију у Београду. Касније је наставила кампању у Нишу, Лесковцу, Трстенику и Ваљеву. Поред конвенција, Лазовић је најавио да ће активисти СПН спроводити акције на улици и од врата до врата. СПН је 30. новембра потписала споразум о сарадњи са Удружењем синдиката пензионисаних војних лица Србије. Истог дана Лазовић, Биљана Ђорђевић, Борко Стефановић, Натан Албахари и Ксенија Марковић, представници коалиције СПН, састали су се са представницима владајућих политичких странака Немачке у Бундестагу. Слоган коалиције је „промена је почела”. Уз неколико хиљада присталица, СПН је последњу кампању одржала 12. децембра у Београду.
На парламентарним изборима СПН је освојила 65 мандата.

## Идеологија и платформа
СПН се састоји од проевропских политичких странака, познатих као грађанска опозиција, које се противе владајућој Српској напредној странци. Убрзо након формирања, The Guardian и Reuters описали су СПН као центристичку коалицију. Politico и BBC News су описали СПН као коалицију великог шатора, док је политиколог Филип Балуновић назвао свеобухватном коалицијом која нагиње ка левици.. Новинарка Антонела Риха описала је СПН као коалицију „проевропских, центристичких и левичарских странака”, док је Bloomberg News описао као „проевропски либерални блок”. СПН подржава мере против корупције и такође је описана као прозападна. Саша Драгојло из Balkan Insight описао је СПН као „либералну, центристичку, проевропску” коалицију, The European Conservative назвао је делом лево-либералног блока, док су France 24 и Reuters описали СПН као савез левог центра. Тепић је СПН описала као проевропском коалицијом. Такође је рекла да СПН има „нулту толеранцију према корупцији и криминалу”, као и да коалиција подржава „деполитизацију правосуђа и полиције”. СПН подржава формирање техничке владе након избора 2023.
Драган Ђилас, председник ССП, заложио се да ће СПН пензионерима или наследницима преминулих пензионера вратити пензије које је Влада Александра Вучића снизила 2014. Вучићева влада је почев од 2014. смањила плате и пензије у јавном сектору за 10—10,5% због високог јавног дуга Србије. Ђилас је такође обећао да ће СПН „победити корупцију”, „довести стручне људе на одговорне функције”, повећати плате, уложити у образовање и разбити монополе. Ђилас је у интервјуу са Љубицом Гојгић рекао да у његовим изјавама „нема ни ’п’ од популизма”, рекавши да „у буџету има довољно пара уколико се одустане од неких бесмислених и прескупих пројеката, као што је изградња националног стадиона, за чију намену је предвиђено око милијарду евра”. Александар Јовановић Ћута, вођа ЕУ, рекао је да ће, према његовом мишљењу, примарни задатак СПН бити „искорењивање глади”, рекавши да „имамо десетине хиљада гладне деце, пола милиона испод прага глади, а два милиона људи на ивици глади”.
Лазовић је рекао да ће СПН, у случају да дође на власт, укинути статус националне фреквенције за телевизијске станице Хепи и Пинк, смањити високу инфлацију и цене и уложити у универзалну здравствену заштиту. Алексић је рекао да ће СПН увести прогресивно опорезивање, извршити ревизију имовине јавних функционера и људи повезаних са власти, одузети нелегално стечену имовину, укинути акцизе на струју, подржати домаће предузетнике и пољопривреднике. На лустрацију јавних функционера повезаних са криминалом позвао се и Зоран Лутовац, председник ДС. Алексић је, током кампање у Грачаници, такође изјавио да се СПН противи Охридском споразуму и независности Косова, али да подржава нормализацију односа.
СПН је у Београду водила кампању против уништавања комплекса Београдског сајма и Старог савског моста. Веселиновић је као један од главних питања навео и „политику без насиља и корупције”, старајући се да за свако дете буде места у вртићима, очување градског пејзажа и животне средине, као и унапређење саобраћаја у Београду. Обрадовић је рекао да ће се као градоначелник Београда „конкретно бавити приградским насељима” и да ће „решавати саобраћајне проблеме” и више улагати у јавни превоз. Поред јавног превоза, Обрадовић је као кључна питања навео и организовање локалне самоуправе, транспарентност, загађење ваздуха, јавну безбедност и животну средину. Обрадовић подржава бесплатан јавни превоз за студенте. Веселиновић је испред СПН рекао да коалиција подржава и проширење трамвајских линија, оптимизацију аутобуске и трамвајске мреже, проширење система БГ воза на Панчево и Стару Пазову, као и да се противи проширењу саобраћајних трака.
СПН је добила међународну подршку од Савеза либерала и демократа за Европу и Европске зелене странке.

## Чланови
| Назив | Назив                                            | Вођа                                | Главна идеологија             | Политичка позиција            | Народна скупштина | Скупштина АП Војводине | Скупштина града Београда |
| ----- | ------------------------------------------------ | ----------------------------------- | ----------------------------- | ----------------------------- | ----------------- | ---------------------- | ------------------------ |
|       | Странка слободе и правде (ССП)                   | Драган Ђилас                        | социјалдемократија            | леви центар                   | 15 / 250          | 10 / 120               | 10 / 110                 |
|       | Народни покрет Србије (НПС)                      | Мирослав Алексић                    | антикорупција                 | десни центар                  | 12 / 250          | 5 / 120                | 5 / 110                  |
|       | Зелено-леви фронт (ЗЛФ)                          | Радомир Лазовић, Биљана Ђорђевић    | зелена политика               | левица                        | 10 / 250          | 3 / 120                | 13 / 110                 |
|       | Србија центар (СРЦЕ)                             | Здравко Понош                       | центар                        | центар                        | 9 / 250           | 4 / 120                | 4 / 110                  |
|       | Демократска странка (ДС)                         | Зоран Лутовац                       | социјалдемократија            | леви центар                   | 8 / 250           | 2 / 120                | 2 / 110                  |
|       | Еколошки устанак – Ћута (ЕУ – Ћута)              | Александар Јовановић Ћута           | зелена политика               | зелена политика               | 5 / 250           | 2 / 120                | 2 / 110                  |
|       | Покрет слободних грађана (ПСГ)                   | Павле Грбовић                       | либерализам                   | центар                        | 3 / 250           | 2 / 120                | 3 / 110                  |
|       | Ново лице Србије (НЛС)                           | Милош Парандиловић                  | конзервативизам               | десни центар                  | 2 / 250           | 0 / 120                | 0 / 110                  |
|       | Удружени синдикати Србије „Слога” (УСС Слога)    | Жељко Веселиновић                   | лабуризам                     | левица                        | 1 / 250           | 0 / 120                | 0 / 110                  |
|       | Заједно                                          | Биљана Стојковић, Небојша Зеленовић | зелена политика               | левица                        | 0 / 250           | 2 / 120                | 2 / 110                  |
|       | Покрет за преокрет (ПЗП)                         | Јанко Веселиновић                   | социјалдемократија            | леви центар                   | 0 / 250           | 0 / 120                | 0 / 110                  |
|       | Отаџбина                                         | Славиша Ристић                      | интереси српске мањине на КиМ | интереси српске мањине на КиМ | 0 / 250           | 0 / 120                | 0 / 110                  |
|       | Грађанска демократска партија (ГДП)              | Мирослав Илић                       | војвођански аутономизам       | левица                        | 0 / 250           | 0 / 120                | 0 / 110                  |
|       | Румунска партија (РП)                            | Јон Сфера                           | интереси румунске мањине      | интереси румунске мањине      | 0 / 250           | 0 / 120                | 0 / 110                  |
|       | Покрет слободна Србија (ПСС)                     | Лидија Мартиновић                   | социјалдемократија            | леви центар                   | 0 / 250           | 0 / 250                | 0 / 250                  |
|       | Демократска заједница војвођанских Мађара (ДЗВМ) | Арон Чонка                          | интереси мађарске мањине      | интереси мађарске мањине      | 0 / 250           | 0 / 250                | 0 / 250                  |
|       | Странка Македонаца Србије (СМС)                  | Горан Илијевски                     | интереси македонске мањине    | интереси македонске мањине    | 0 / 250           | 0 / 250                | 0 / 250                  |
|       | Влашка странка (ВС)                              | Јанко Николић                       | интереси влашке мањине        | интереси влашке мањине        | 0 / 250           | 0 / 250                | 0 / 250                  |
|       | Акција прогресивне Војводине (АПВ)               | колективно руководство              | демократски социјализам       | левица                        | 0 / 250           | 0 / 120                | 0 / 110                  |

## Резултати на изборима

### Парламентарни избори
| Година | Вођа           | Вођа    | Гласови | % од важећих | Бр. | Мандати  | Промена | Статус | Реф.   |
| Година | Име            | Странка | Гласови | % од важећих | Бр. | Мандати  | Промена | Статус | Реф.   |
| ------ | -------------- | ------- | ------- | ------------ | --- | -------- | ------- | ------ | ------ |
| 2023.  | Мариника Тепић | ССП     | 902.450 | 24,32%       | 2.  | 65 / 250 | 25      | Н/Д    | [ 75 ] |

### Покрајински избори
| Година | Вођа         | Вођа    | Гласови | % од важећих | Бр. | Мандати  | Промена | Статус | Реф. |
| Година | Име          | Странка | Гласови | % од важећих | Бр. | Мандати  | Промена | Статус | Реф. |
| ------ | ------------ | ------- | ------- | ------------ | --- | -------- | ------- | ------ | ---- |
| 2023.  | Станко Пужић | НПС     | 215.197 | 22,55%       | 2.  | 30 / 120 | нова    | Н/Д    |      |

### Избори за одборнике Скупштине града Београда
| Година | Вођа               | Вођа    | Гласови | % од важећих | Бр. | Мандати  | Промена | Статус | Реф.   |
| Година | Име                | Странка | Гласови | % од важећих | Бр. | Мандати  | Промена | Статус | Реф.   |
| ------ | ------------------ | ------- | ------- | ------------ | --- | -------- | ------- | ------ | ------ |
| 2023.  | Владимир Обрадовић | Нез.    | 325.429 | 35,39%       | 2.  | 43 / 110 | 8       | Н/Д    | [ 76 ] |